# Anastasios Donis
Anastasios ("Tasos") Donis (Grieks: Αναστάσιος ("Τάσος") Δώνης) (Blackburn, 29 augustus 1996) is een Grieks voetballer die doorgaans als aanvaller speelt. Hij verruilde VfB Stuttgart in juli 2020 voor Stade de Reims. Donis debuteerde in 2017 in het Grieks voetbalelftal.

## Clubcarrière
Donis werd geboren in het Engelse Blackburn, waar zijn vader Giorgos Donis destijds bij Blackburn Rovers als profvoetballer actief was in de Premier League. Anastasios Donis speelde in de jeugd bij Panathinaikos en Juventus. Die club leende hem in februari 2015 enkele maanden uit aan US Sassuolo. Het seizoen erop maakte de Griek vier treffers in vijfentwintig competitieduels in de Zwitserse Super League voor Lugano, waar hij samenspeelde met zijn oudere broer Christos Donis die daar afkomstig van Panathinaikos eveneens op huurbasis actief was. Tijdens het seizoen 2016/17 werd Anastasios Donis verhuurd aan OGC Nice. Op 14 augustus 2016 debuteerde hij daar in een met 1-0 gewonnen thuiswedstrijd tegen Stade Rennais, als invaller voor Alassane Pléa. Op 1 juli 2017 maakte de Griekse aanvaller voor een geschatte transfersom van 4,2 miljoen euro de overstap van Juventus naar VfB Stuttgart, waar hij een vierjarig contract tekende. Twee jaar later, na de degradatie uit de Bundesliga, werd hij uitgeleend aan Stade de Reims dat hem een jaar later voor 4 miljoen euro definitief overnam van de Duitse club. Donis tekende vervolgens een vierjarig contract bij de club uit de Ligue 1. Op 1 februari 2021 werd hij voor de rest van het seizoen verhuurd aan VVV-Venlo, waar hij tijdelijk werd herenigd met zijn broer Christos. De Griekse aanvaller maakte er op 14 februari 2021 zijn debuut in een met 3-1 verloren uitwedstrijd bij FC Utrecht. Daarna belandde Donis op de bank en moest hij genoegen nemen met slechts nog een viertal invalbeurten. Na een half seizoen nam de huurling afscheid van het gedegradeerde VVV en keerde terug naar Reims. In het seizoen 2022/23 werd Donis opnieuw door Reims verhuurd, ditmaal aan APOEL Nicosia.

## Clubstatistieken
| Seizoen                                | Club              | Competitie             | Competitie | Competitie | Beker | Beker | Continentaal1 | Continentaal1 | Overig2 | Overig2 | Totaal | Totaal |
| Seizoen                                | Club              | Competitie             | Wed.       | Dlp.       | Wed.  | Dlp.  | Wed.          | Dlp.          | Wed.    | Dlp.    | Wed.   | Dlp.   |
| -------------------------------------- | ----------------- | ---------------------- | ---------- | ---------- | ----- | ----- | ------------- | ------------- | ------- | ------- | ------ | ------ |
| 2014/15                                | Juventus FC       | Serie A                | 0          | 0          | 0     | 0     | 0             | 0             | 0       | 0       | 0      | 0      |
| 2014/15                                | → US Sassuolo     | Serie A                | 0          | 0          | 0     | 0     | —             | —             | —       | —       | 0      | 0      |
| 2015/16                                | → FC Lugano       | Super League           | 25         | 4          | 4     | 4     | —             | —             | —       | —       | 29     | 8      |
| 2015/16                                | → FC Lugano U21   | 2. Liga Inter          | 3          | 1          | —     | —     | —             | —             | —       | —       | 3      | 1      |
| 2016/17                                | → OGC Nice        | Ligue 1                | 18         | 5          | 0     | 0     | 3             | 0             | 1       | 0       | 22     | 5      |
| 2017/18                                | VfB Stuttgart     | Bundesliga             | 18         | 2          | 1     | 0     | —             | —             | —       | —       | 19     | 2      |
| 2018/19                                | VfB Stuttgart     | Bundesliga             | 24         | 5          | 1     | 0     | —             | —             | 2       | 0       | 27     | 5      |
| 2019/20                                | VfB Stuttgart     | 2. Bundesliga          | 1          | 0          | 0     | 0     | —             | —             | —       | —       | 1      | 0      |
| 2019/20                                | → Stade de Reims  | Ligue 1                | 15         | 0          | 1     | 0     | —             | —             | 4       | 0       | 20     | 0      |
| 2020/21                                | Stade de Reims    | Ligue 1                | 3          | 0          | 0     | 0     | 1             | 0             | —       | —       | 4      | 0      |
| 2020/21                                | VVV-Venlo         | Eredivisie             | 5          | 0          | 1     | 0     | —             | —             | —       | —       | 6      | 0      |
| 2021/22                                | Stade de Reims    | Ligue 1                | 13         | 3          | 1     | 0     | 0             | 0             | —       | —       | 14     | 3      |
| 2021/22                                | Stade de Reims II | Championnat National 2 | 2          | 1          | —     | —     | —             | —             | —       | —       | 2      | 1      |
| 2022/23                                | → APOEL Nicosia   | A Divizion             | 16         | 5          | 2     | 0     | —             | —             | —       | —       | 18     | 5      |
| 2023/24                                | APOEL Nicosia     | A Divizion             | 27         | 2          | 1     | 0     | —             | —             | —       | —       | 28     | 2      |
| 2024/25                                | APOEL Nicosia     | A Divizion             | 12         | 2          | 0     | 0     | 8             | 3             | —       | —       | 20     | 5      |
| Carrière totaal                        | Carrière totaal   | Carrière totaal        | 182        | 30         | 12    | 4     | 6             | 0             | 15      | 3       | 215    | 37     |
| Bijgewerkt tot en met 25 december 2024 |                   |                        |            |            |       |       |               |               |         |         |        |        |

## Interlandcarrière
Donis kwam uit voor diverse Griekse nationale jeugdselecties. Hij debuteerde op 9 juni 2017 in het Grieks voetbalelftal, in een WK-kwalificatiewedstrijd tegen Bosnië en Herzegovina (0–0). Zijn eerste interlanddoelpunt volgde op 23 maart 2019. Hij maakte toen de 0–2 in een met diezelfde cijfers gewonnen EK-kwalificatiewedstrijd in en tegen Liechtenstein.
| Interlands van Anastasios Donis | Interlands van Anastasios Donis | Interlands van Anastasios Donis     | Interlands van Anastasios Donis | Interlands van Anastasios Donis | Interlands van Anastasios Donis |
| №                               | Datum                           | Wedstrijd                           | Uitslag                         | Soort Wedstrijd                 | Doelpunten                      |
| Als speler bij OGC Nice         | Als speler bij OGC Nice         | Als speler bij OGC Nice             | Als speler bij OGC Nice         | Als speler bij OGC Nice         | Als speler bij OGC Nice         |
| ------------------------------- | ------------------------------- | ----------------------------------- | ------------------------------- | ------------------------------- | ------------------------------- |
| 1.                              | 9 juni 2017                     | Bosnië en Herzegovina – Griekenland | 0 – 0                           | WK-kwalificatie                 | 0                               |
| Als speler bij VfB Stuttgart    |                                 |                                     |                                 |                                 |                                 |
| 2.                              | 31 augustus 2017                | Griekenland – Estland               | 0 – 0                           | WK-kwalificatie                 | 0                               |
| 3.                              | 3 september 2017                | Griekenland – België                | 1 – 2                           | WK-kwalificatie                 | 0                               |
| 4.                              | 7 oktober 2017                  | Cyprus – Griekenland                | 1 – 2                           | WK-kwalificatie                 | 0                               |
| 5.                              | 23 maart 2018                   | Griekenland – Zwitserland           | 0 – 1                           | Vriendschappelijk               | 0                               |
| 6.                              | 27 maart 2018                   | Egypte – Griekenland                | 0 – 1                           | Vriendschappelijk               | 0                               |
| 7.                              | 11 september 2018               | Hongarije – Griekenland             | 2 – 1                           | Nations League                  | 0                               |
| 8.                              | 23 maart 2019                   | Liechtenstein – Griekenland         | 0 – 2                           | EK-Kwalificatie                 | 1                               |
| 9.                              | 26 maart 2019                   | Bosnië en Herzegovina – Griekenland | 2 – 2                           | EK-Kwalificatie                 | 0                               |
| Als speler bij Stade de Reims   |                                 |                                     |                                 |                                 |                                 |
| 10.                             | 12 oktober 2019                 | Italië – Griekenland                | 2 – 0                           | EK-Kwalificatie                 | 0                               |
| 11.                             | 15 november 2019                | Armenië – Griekenland               | 0 – 1                           | EK-Kwalificatie                 | 0                               |